# Equipa da Superleague Fórmula Team New Zealand
A Team New Zealand é uma equipa da Superleague Fórmula que representa a Nova Zelândia naquele campeonato. A equipa entrou no campeonato em 2011, ano no qual está a ser operada pela Atech Reid Grand Prix, tendo como piloto na primeira ronda o neozelandês Earl Bamber. Contudo, foi anunciado que o igualmente neozelandês Chris van der Drift assumiria o comando do carro da Team New Zealand.

## Temporada de 2011
A Team New Zealand conta, no ano de estreia, com o suporte da Atech Reid Grand Prix. O neozelandês Earl Bamber foi o piloto durante a primeira ronda, mas o também neozelandês Chris van der Drift será o novo piloto da equipa.

## Registo

### 2011
(Legenda)
| Equipa de Automobilismo | Piloto              | 1   | 1   | 2   | 2   | 3   | 3   | 4          | 4          | 5   | 5   | 6   | 6   | 7   | 7   | 8                 | 8                 | Pontos | Class. |
| Equipa de Automobilismo | Piloto              | ASS | ASS | ZOL | ZOL | GOI | GOI | TBA Brasil | TBA Brasil | PEQ | PEQ | SHA | SHA | SEU | SEU | TBA Nova Zelândia | TBA Nova Zelândia | Pontos | Class. |
| ----------------------- | ------------------- | --- | --- | --- | --- | --- | --- | ---------- | ---------- | --- | --- | --- | --- | --- | --- | ----------------- | ----------------- | ------ | ------ |
| Atech Reid Grand Prix   | Earl Bamber         | 9   | 5   |     |     |     |     |            |            |     |     |     |     |     |     |                   |                   | 52*    | 9º*    |
| Atech Reid Grand Prix   | Chris van der Drift |     |     |     |     |     |     |            |            |     |     |     |     |     |     |                   |                   | 52*    | 9º*    |

Nota - *: Temporada em curso

### Resultados em Super-Final
| Ano  | 1      | 2   | 3   | 4          | 5   | 6   | 7   | 8                 |
| ---- | ------ | --- | --- | ---------- | --- | --- | --- | ----------------- |
| 2011 | ASS NQ | ZOL | GOI | TBA Brasil | PEQ | SHA | SEU | TBA Nova Zelândia |